# Iczan Kala
Iczan Kala (uzb. Ichаn Qаlʼа) – ufortyfikowane wewnętrzne miasto w Chiwie w Uzbekistanie. W 1990 roku zespół architektoniczny został wpisany na listę światowego dziedzictwa UNESCO. Na terenie starego miasta znajduje się ponad 50 zabytków historycznych oraz około 250 domów pochodzących głównie z XVIII i XIX wieku.

## Historia
Rozkwit miasta, położonego na szlaku karawan biegnącym przez pustynię Kara-kum, był skutkiem rozwoju handlu niewolnikami. Rozpoczął się w XVI wieku, gdy dynastia Szejbanidów podbiła miasto, pokonując wojska Timura, i założyła niezależny Chanat Chiwy. Szejbanidzi i ich następcy gromadzili bogactwa dzięki strategicznemu położeniu Chiwy w rogu „złotego trójkąta” Azji Środkowej, w miejscu rozgałęzienia odnóg jedwabnego szlaku prowadzących do brzegów Wołgi i Morza Kaspijskiego. Chanat, mimo tego położenia, trwał w izolacji i zacofaniu cywilizacyjnym. Rządzący chcieli za wszelką cenę utrzymać niezależność od chana pobliskiej Buchary. W 1873 roku Chiwa przeszła pod władzę Rosji, ostatecznie tracąc swą niezależność.

## Zabytki
Iczan Kala otacza ceglany XVII-wieczny mur o wysokości 10 m i długości 800 m wybudowany na miejscu starszych fortyfikacji miejskich, wzniesionych w X wieku. Większość zabytkowych budowli pochodzi z czasów chanatu Ałła-Kuli z pierwszej połowy XIX wieku. Jednolitość architektury sprawia, że jest to najlepiej zachowane w Azji Środkowej miasto o charakterze feudalnym.
Dwie główne osie przebiegające południkowo i równoleżnikowo tworzą podstawę planu miasta. W murach wybudowano cztery bramy umożliwiające wejście z czterech stron świata. Brama Ojca (Ota Darwoza), główne wejście do miasta, usytuowana jest w zachodniej części miasta. Obok bramy znajduje się Kunja Ark, forteca wzniesiona w XII wieku i rozbudowana w wieku XVII. Dawniej służyła jako rezydencja chanów, harem, mennica, arsenał i strażnica. W fortecy drukowane były banknoty na jedwabiu.
Na początku XI wieku wzniesiono Meczet Letni. Jego dziedziniec zdobią ornamenty o motywach roślinnych układanych z białych i niebieskich płytek ceramicznych, a także drewniane kolumny i drzwi pokryte dekoracją snycerską.
Stojący w pobliżu fortu minaret Kalta Minor powstał w XIX wieku za panowania Ałła-Kuli. Jest cylindryczną budowlą o średnicy 14 m i wysokości 25 m. Zewnętrzną powierzchnię minaretu pokrywa pasowa dekoracja wykonana z tureckich płytek. Z tego samego okresu pochodzi wznoszący się na wschodnim krańcu miasta pałac Tasz Chauli. Kompleks pałacowy, wybudowany w latach 1832–1841, składa się ze 150 komnat o ścianach pokrytych barwną ceramiczną okładziną stiukami. Dodatkową dekorację stanowią ozdobne elementy architektonicznego wystroju z rzeźbionego drewna. Na centralnym dziedzińcu, na który wychodzi sala audiencyjna, oznaczone jest miejsce, na którym rozbijano jurtę władcy, gdy pragnął spędzić czas tak, jak jego koczowniczy przodkowie. Pałac, w skład którego wchodzi dziewięć dziedzińców, miał dorównać w okazałości rezydencji chanów Buchary.
Spośród budowli sakralnych Itchan Kala wyróżnia się meczet Dżuma. Świątynia powstała w X wieku i została rozbudowana w latach 1788–1789. Słynny hypostyl podpiera las z 218 drewnianych kolumn, z których 112 pochodzi z pierwotnej budowli. W mieście znajduje się również XIX-wieczne mauzoleum Pahlawona Mahmuda. Muzułmański poeta, filozof i święty mąż, żyjący w XIV wieku, jest patronem Chiwy. Budowla może poszczycić się przykrytą turkusową kopułą salą dekorowaną ceramicznymi płytkami ręcznie malowanymi w stylu perskim. Widnieją na nich inskrypcje maksym i powiedzenia słynnego filozofa.
Meczet Ak wyróżnia się rozległym dziedzińcem i tradycyjnymi minaretami. W czasach chanatu Chiwa była ważnym ośrodkiem kulturalnym świata islamu. Na terenie miasta działało dawniej 16 szkół koranicznych, które przekształcono obecnie na muzea eksponujące przedmioty będące świadectwo tradycji i sztuki Chiwy.

## Zdjęcia

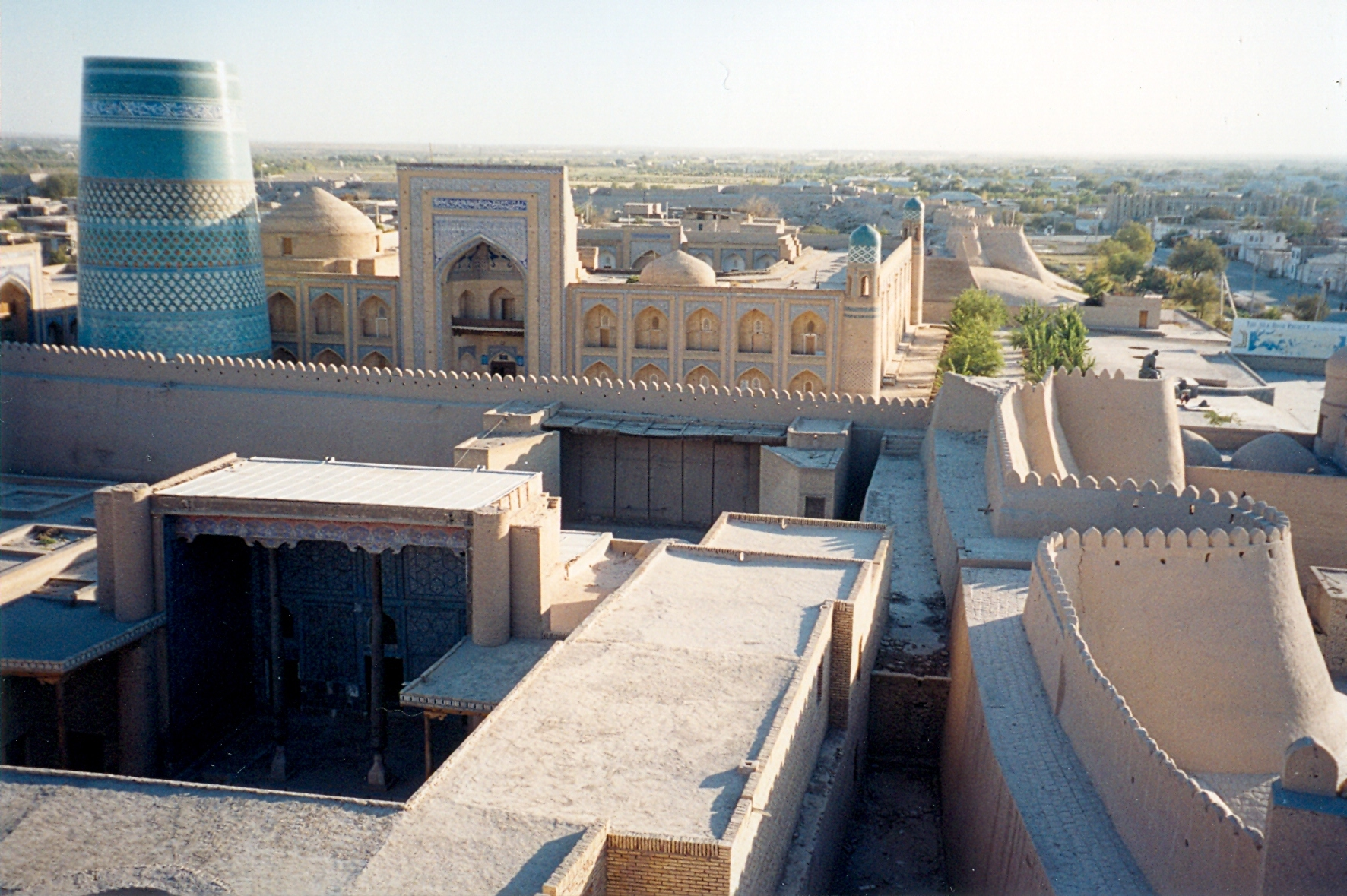
Mury miejskie
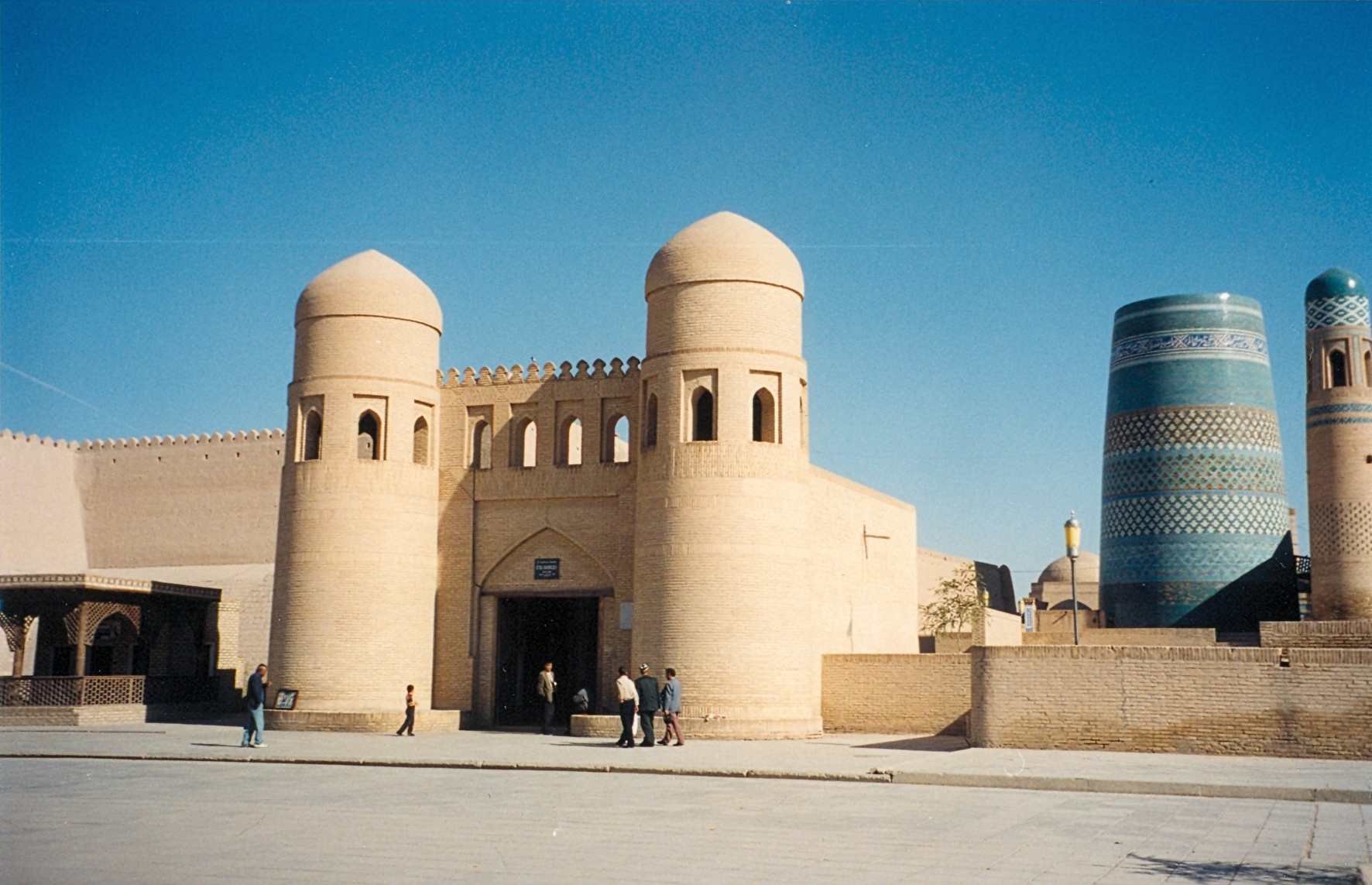
brama Ojca
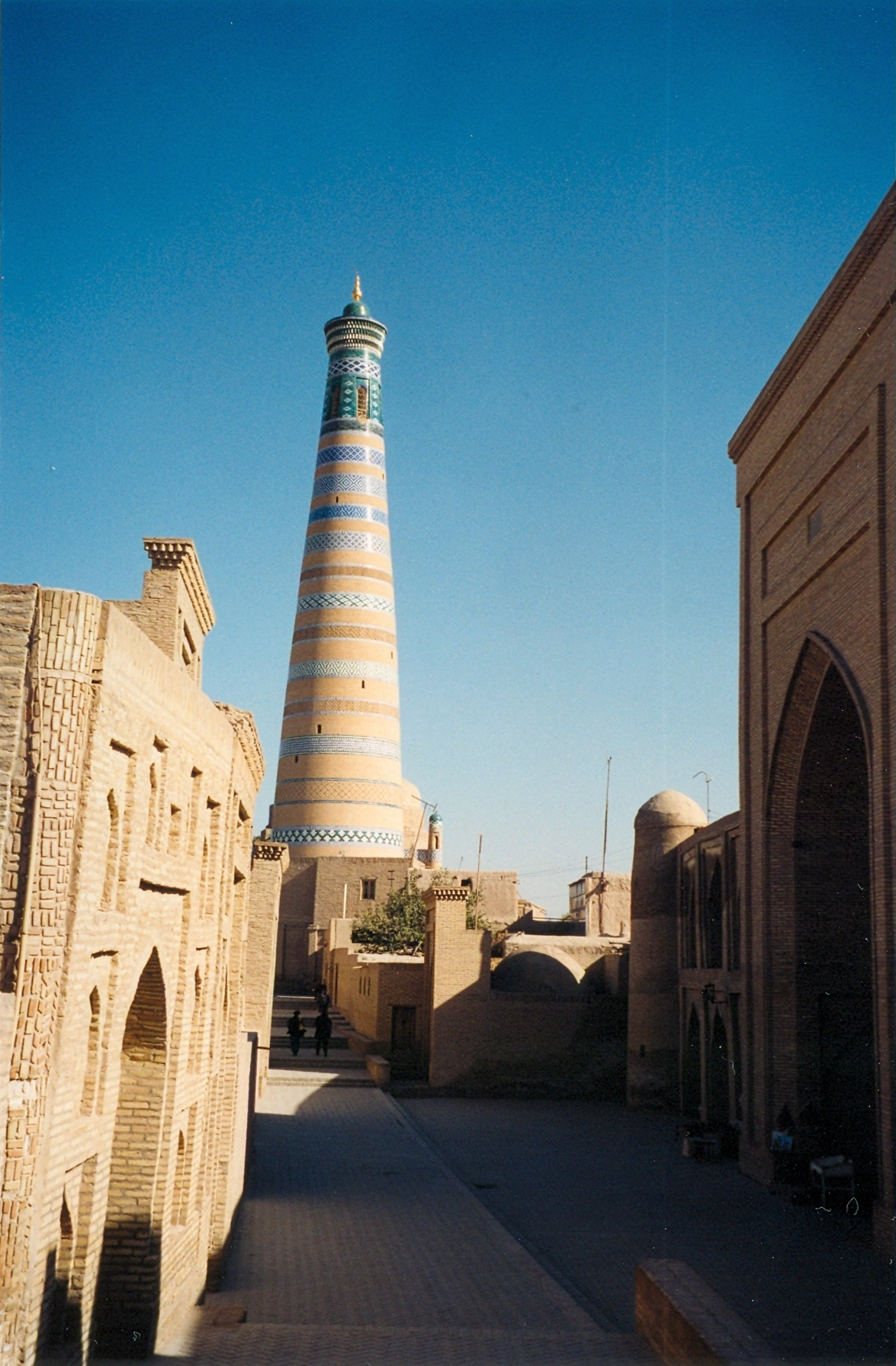
Ulica wewnętrznego miasta
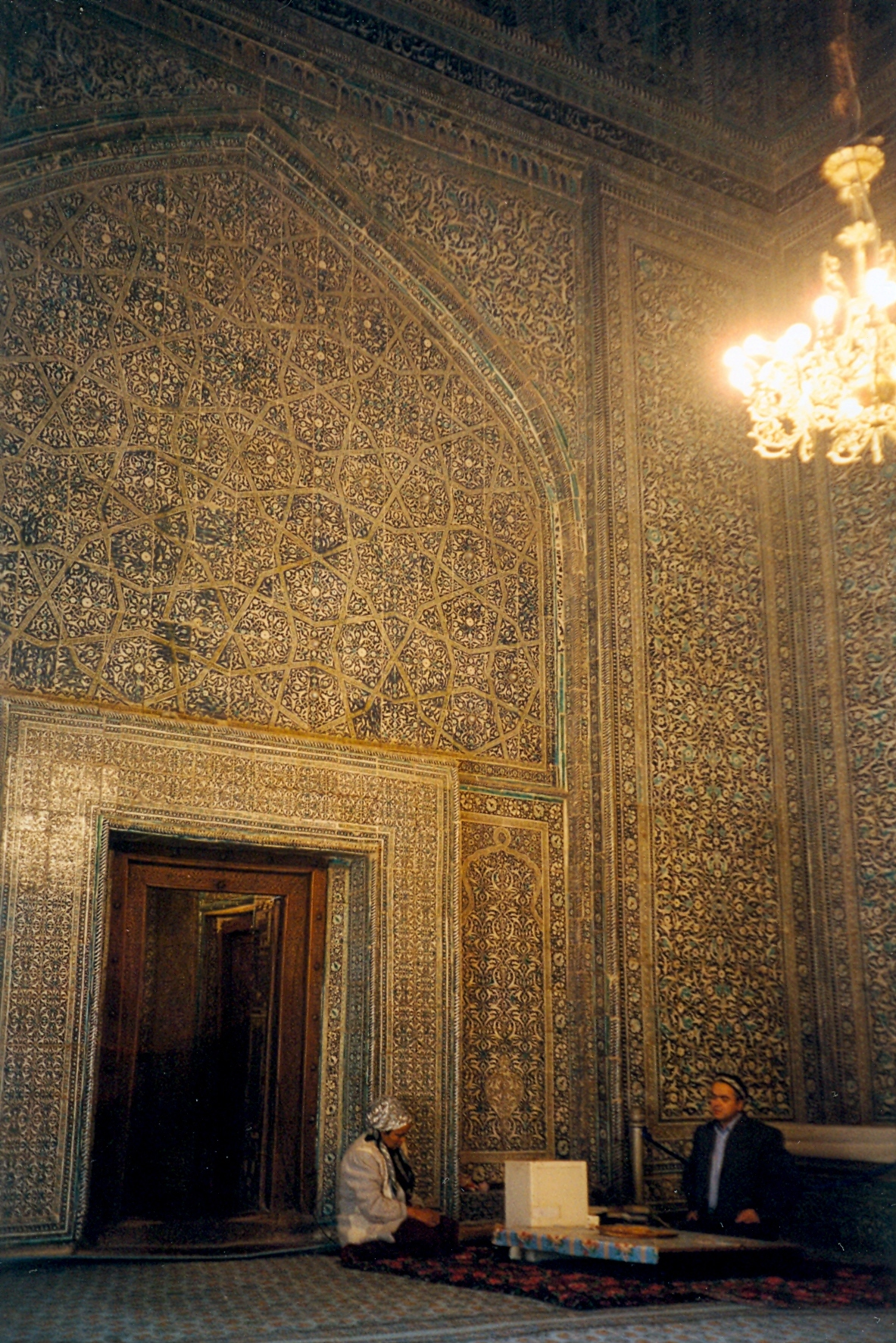
Wnętrze mauzoleum Sayid Alauddin